# أنغا إغناطيوس
أنغا إغناطيوس (بالفنلندية: Anja Ignatius)‏ هي معلمة موسيقى وموسيقية وعازفة كمان فنلندية، ولدت في 2 يوليو 1911 في تامبيري في فنلندا، وتوفيت في 10 أبريل 1995 في هلسنكي في فنلندا.

## وصلات خارجية
- أنغا إغناطيوس على موقع IMDb (الإنجليزية)
- أنغا إغناطيوس على موقع ميوزك برينز (الإنجليزية)
- أنغا إغناطيوس على موقع ديسكوغز (الإنجليزية)